# Matt Bullard
Pour les articles homonymes, voir Bullard.
Matthew Gordon « Matt » Bullard, né le 5 juin 1967 à Des Moines, dans l'Iowa, est un ancien joueur américain de basket-ball. Il évolue durant sa carrière au poste d'ailier fort.

## Palmarès
- Champion NBA 1994
- Champion des Amériques 1989